# Каллин
Каллин (др.-греч. Καλλῖνος) из Эфеса — древнейший из элегических поэтов. Представитель военной и патриотической элегии, живший в первой половине VII века до н. э., в одно время с Архилохом или немного раньше.
Сохранившийся в «Антологии» Стобея отрывок из элегии Каллина содержит увещание к согражданам не бежать от опасностей войны. «От судьбы не уйдешь, и часто смертный удел настигает в дому человека, который бежал с поля брани. Труса никто не жалеет, никто не чтит; героя, напротив, оплакивает весь народ, а при жизни чествуют его, как божество». Прочие уцелевшие отрывки (всего семь) незначительны.